# Donacoscaptes discalis
Donacoscaptes discalis là một loài bướm đêm trong họ Crambidae.